# Мигетий (епископ Нарбона)
Мигетий (лат. Migetius; умер не ранее 597) — епископ Нарбона в 580—590-х годах.

## Биография
О происхождении и ранних годах жизни Мигетия ничего не известно. Первые сведения о нём датированы 589 годом, когда он уже был главой Нарбонской митрополии. Предполагается, что он получил епископский престол незадолго до этой даты. Вероятно, он взошёл на нарбонскую кафедру после Аталока, активного участника произошедшего в 587 году мятежа против вестготского короля Реккареда I.
В 589 году Мигетий участвовал в работе двух церковных соборов: сначала в Третьем Толедском соборе, а затем в Нарбонском соборе. Последний из этих синодов, состоявшийся 1 ноября 589 года — единственный поместный собор Нарбонской митрополии вестготского времени, акты которого дошли до нашего времени. Это также первый из состоявшихся в Нарбоне соборов, о котором известно из исторических источников. На Нарбонском соборе были приняты пятнадцать канонов, в основном, касавшиеся укрепления церковной дисциплины, а также борьбы с остатками арианства и языческих верований. Одним из канонов евреям запрещались традиционные песнопения во время похорон. В актах Нарбонского собора сообщается о присутствии на нём всех суффраганов Мигетия. В том числе, упоминается о епископе Магелона Боэции: это первое свидетельство о существовании Магелонской епархии. В соборных документах сообщается и о епископе Каркасона Сергии. Акты Нарбонского собора — наиболее ранний источник, называющий главу Каркасонской епархии суффраганом Нарбонской митрополии.
Последнее свидетельство исторических источников о Мигетии — его участие в церковном соборе в Толедо в 597 году.
О дальнейшей судьбе Мигетия сведений не сохранилось. Следующим известным главой Нарбонской митрополии был Сергий, ставший епископом в 610 году.